# Peter Carington
Peter Alexander Rupert Carington, 6th Baron Carrington eller Baron Carington of Upton (født 6. juni 1919, død 9. juli 2018) var en britisk konservativ politiker der fra 25. juni 1984 til 1. juli 1988 var generalsekretær for Nato. Han var fra 1979 til 1982 britisk udenrigsminister og før dette også forsvarsminister. Han var desuden formand for det britiske konservative parti fra 1972 til 1974.
Carington blev tildelt Order of the Companions of Honour i 1983.
 Der er for få eller ingen kildehenvisninger i denne artikel, hvilket er et problem. Du kan hjælpe ved at angive troværdige kilder til de påstande, som fremføres i artiklen.